# Élections législatives fidjiennes de 1940
Des élections législatives se tiennent aux Fidji en 1940.

## Contexte
Les Fidji à cette date sont une colonie de l'Empire britannique. Le Conseil compte trente-et-un membres, dont quinze représentent les trois principales communautés ethniques du pays tandis que les seize autres, dont le gouverneur lui-même, siègent ex officio en tant que hauts fonctionnaires de l'administration coloniale. Les Fidjiens autochtones ont cinq représentants, tous nommés par le gouverneur sur proposition du Grand Conseil des chefs. Les Euro-Fidjiens élisent trois représentants, le même nombre que les Indo-Fidjiens. Chacune de ces deux communautés dispose aussi de deux représentants nommés par le gouverneur.
Le droit de vote est fondé sur le suffrage censitaire masculin et s'acquiert à l'âge de 21 ans, les conditions de propriété pour l'accès au droit de vote étant toutefois moins contraignantes pour les Indo-Fidjiens que pour les Euro-Fidjiens.

## Résultats

### Par circonscription
Les résultats sont les suivants, :

#### Sièges ethniques euro-fidjiens
Nord et ouest
| Parti | Parti | Candidat  | Voix             | % | Remarque |
| ----- | ----- | --------- | ---------------- | - | -------- |
|       | aucun | Hugh Ragg | pas d'adversaire | - | Réélu    |

Sud
| Parti | Parti | Candidat      | Voix | %    | Remarque |
| ----- | ----- | ------------- | ---- | ---- | -------- |
|       | aucun | Alport Barker | 320  | 63,4 | Réélu    |
|       | aucun | Amie Ragg     | 185  | 36,6 |          |

Est
| Parti | Parti | Candidat                     | Voix | %    | Remarque |
| ----- | ----- | ---------------------------- | ---- | ---- | -------- |
|       | aucun | Harold Brockett Gibson       | 95   | 41,5 | Réélu    |
|       | aucun | William Willoughby-Tottenham | 62   | 27,1 |          |
|       | aucun | William Carlisle Baker       | 56   | 24,5 |          |
|       | aucun | Patrick Costello             | 16   | 7,0  |          |

#### Sièges ethniques indo-fidjiens
Nord et ouest
| Parti | Parti | Candidat         | Voix  | %    | Remarque |
| ----- | ----- | ---------------- | ----- | ---- | -------- |
|       | aucun | B. D. Lakshman   | 1 010 | 69,3 | Élu      |
|       | aucun | Sadanand Maharaj | 447   | 30,7 |          |

Sud
| Parti | Parti | Candidat   | Voix | %    | Remarque |
| ----- | ----- | ---------- | ---- | ---- | -------- |
|       | aucun | Vishnu Deo | 783  | 68,1 | Réélu    |
|       | aucun | K.B. Singh | 366  | 31,9 |          |

Est
| Parti | Parti | Candidat           | Voix | %    | Remarque |
| ----- | ----- | ------------------ | ---- | ---- | -------- |
|       | aucun | J. B. Tularam (en) | 127  | 42,5 | Réélu    |
|       | aucun | Jafar Khan         | 92   | 30,8 |          |
|       | aucun | Sadhu Lal          | 80   | 26,8 |          |

### Représentants ethniques nommés

#### Autochtones
Le gouverneur Sir Harry Luke (en) nomme au Conseil législatif les cinq chefs autochtones suivants, les sélectionnant parmi ceux recommandés par le Grand Conseil des chefs :
| Nom | Nom                       | Remarque  |
| --- | ------------------------- | --------- |
|     | Ratu Lala Sukuna          | Reconduit |
|     | Ratu George Toganivalu    | Nommé     |
|     | Ratu George Tuisawau      | Reconduit |
|     | Ratu Glanville Lalabalavu | Reconduit |
|     | Ratu Tiale Vuiyasawa      | Reconduit |

#### Euro-Fidjiens
Le gouverneur nomme les deux membres suivants :
| Nom | Nom               | Remarque  |
| --- | ----------------- | --------- |
|     | Henry King Irving | Reconduit |
|     | John Trotter      | Reconduit |

#### Indo-Fidjiens
Le gouverneur nomme les deux membres suivants :
| Nom | Nom         | Remarque  |
| --- | ----------- | --------- |
|     | Said Hasan  | Reconduit |
|     | K. B. Singh | Reconduit |